# Roerende goederen (België)
Roerende goederen zijn in België alle goederen die niet onroerend zijn. Het betreft dus een restcategorie van goederen, waardoor men spreekt over het residuair karakter van roerende goederen. Alles wat niet onroerend is, is roerend.
Roerende goederen zijn:
- ofwel roerend uit de aard;
- ofwel roerend door het voorwerp waarop het betrekking heeft;
- ofwel roerend omdat de wet het bepaalt (roerend door de wet).[1]

## Roerend uit de aard
Goederen die bewegen of kunnen worden verplaatst, zijn roerend uit de aard. Het gaat hierbij altijd om lichamelijke roerende goederen: ze zijn waarneembaar in de materiële wereld.
Het belang van de onderverdeling in roerend uit de aard komt boven water bij de correlerende wetgeving. Indien goederen roerend zijn uit de aard, zijn bijvoorbeeld artt. 1607, 1689 en 2279 BW van toepassing.
Schepen, auto's, fietsen, tafels ... zijn zo roerend uit de aard in zoverre ze niet onroerend zijn.

## Roerend door het voorwerp waarop het betrekking heeft
Rechten die betrekking hebben op roerende goederen, zijn zelf ook roerend. Dit zijn:
- zakelijke rechten op roerende goederen;
- roerende vorderingsrechten: alle vorderingsrechten zijn roerend, tenzij er sprake is van een verbintenis om iets onroerends te geven;
- roerende rechtsvorderingen, voor zover die betrekking hebben op roerende goederen.

## Roerend door wetsbepaling
Soms kan de wet bepalen dat sommige goederen roerend zijn. Dit is bijvoorbeeld het geval bij aandelen. Die zijn roerend, omdat de wetgever het zegt. Hetzelfde geldt voor lijfrenten.